# Zacria vojtechi
Zacria là một chi bướm đêm thuộc họ Sphingidae, chỉ gồm một loài Zacria vojtechi, được tìm thấy ở miền tây nước Úc.